# Занд-Бонацци, Банафшех
Банафшех Занд-Бонацци (перс. بنفشه زند بونازی‎; род. 1961 год, Тегеран, Иран) — иранская писательница, кинопродюсер и правозащитница.

## Биография
Занд-Бонацци родилась в 1961 году в Тегеране в семье журналистов Сиамака Пурзанда и Манданы Занд Карими. Она училась в Американском университете в Париже, а также в ИДХЕЦ, Институте передовых кинематографических исследований. В 1982 году она уехала в США и продолжила обучение в Университете Мэриленда в Балтиморе. Она изучала историю кино и искусств, а также лингвистику и семиотику.
В 1993 году Банафшех вернулась в мир телепроизводства в качестве внештатного продюсера документальных фильмов.
В 2001 году её отец, Сиамак Пурзанд, стал политическим заключённым в Иране. Впоследствии он покончил жизнь самоубийством в 2011 году, что, по словам Занд, было протестом против иранского правительства.
Банафшех регулярно пишет для National Review, Defense & Foreign Affairs и FrontPage Magazine. Она является постоянным комментатором иранской политики на шоу Джона Батчелора и появлялась в Washington Journal' и Voice of America ТВ на C-SPAN, а также на Фох ТВ с Эриком Шоуном.
Банафшех также является редактором английского отдела веб-сайта Iran Press News. Она также редактирует иранскую новостную службу Planet-Iran.com.

## Активизм
Занд-Бонацци является членом совета консультантов International Free Press Society. В 2007 году она помогла организовать в Сент-Питерсберге саммит светского ислама, на котором она выступила вместе с другими мыслителями и реформаторами ислама, такими как Айаан Хирси Али, Вафа Султан и Иршад Манджи. Группа опубликовала Санкт-Петербургскую декларацию, которая призывает мировые правительства, среди прочего, отвергнуть законы шариата, суды фетв, духовное правление и одобренную государством религию во всех их формах; выступают против любых наказаний за богохульство и вероотступничество, которые, по мнению подписавших, соответствуют статье 18 Всеобщей декларации прав человека.

## Публикации
- Hassan Rouhani, In His Own Words
- From Bogota to Tehran
- Who Is Hassan Rouhani?
- Laundering Khatemi
- The Iran Regime’s Tehran-DC Fantasy Flight
- Hassan Rouhani to Again Take Over as Nuclear Negotiator
- Iran & Russia to Hold Joint Naval Maneuvers in Caspian Sea
- Academy of Motion Picture Arts & Sciences Champions Iranian Dissident Filmmaker Jafar Panahi

## Судебный процесс против Ирана в Соединённых Штатах
В 2019 году Банафшех Занд и жена Сиамака Пурзанда Мехрангиз Кар, а также его дочь, гражданка США, Азаде Пурзанд подали жалобу на Исламскую Республику Иран и КСИР за «пытки, захват заложников и внесудебное убийство» Пурзанда в соответствии с FSIA. 30 сентября 2022 года судья Джон Бейтс постановил, что Иран несёт ответственность за пытки и захват в заложники Сиамака Пурзанда. Суд присудил компенсацию ущерба на общую сумму с процентами до вынесения судебного решения в размере 17 403 063,01 американских долларов для истцов. Суд также присудит штрафные убытки в размере 17 403 063,01 американских долларов. Общая сумма компенсации истцам составляет 34 806 126,02 долл. США. Адвокатом истцов был Али Хериски.